# Gianluigi Foglio
Gianluigi Foglio (Bari, 3 giugno 1995) è un pallanuotista italiano, difensore del Pescara.
Gianluigi Gigi” Foglio è un pallanuotista italiano nato nel 1995 a Bari, specializzato come difensore centrovasca. Ha iniziato la sua carriera nelle giovanili della Molfetta Nuoto, e ha poi militato in diverse squadre pugliesi, tra cui la Payton Bari e la Bari Nuoto. La svolta nella sua carriera è avvenuta nel 2012 quando si è trasferito al Circolo Nautico Posillipo, con cui ha giocato fino al 2018 in Serie A1. Durante questo periodo, ha vinto la LEN Euro Cup nel 2015, segnando un punto chiave della sua carriera  .
A livello internazionale, Foglio ha vestito la calottina della nazionale italiana, partecipando al mondiale Under-18 del 2012, dove ha vinto l’oro. Nel 2015, è stato anche convocato nel “Settebello”, la nazionale maggiore, per disputare partite importanti sotto la guida di Sandro Campagna e Amedeo Pomilio  .
Dopo un’interruzione forzata della carriera dal 2018 al 2020 a causa di problemi di salute, è tornato al Posillipo, dimostrando la sua resilienza e dedizione. Nel 2024, Foglio ha scelto di unirsi al Pescara Nuoto e Pallanuoto, con l’obiettivo di aiutare la squadra a raggiungere la promozione in Serie A2. Questo trasferimento è stato parte di un progetto ambizioso che mira a far crescere la squadra, con Foglio visto come un elemento chiave non solo in vasca, ma anche come leader per i suoi compagni di squadra  .

## Carriera
Cresciuto nel Molfetta, disputa poi un campionato di Serie C con il Valenzano e uno in B con la Bari Nuoto, prima di trasferirsi alla Payton Bari nel 2010, all'età di 15 anni, con cui disputa due stagioni. Nel 2012 avviene la consacrazione del giovane talento barese, che passa al Posillipo, in Serie A1. Conquista anche la LEN Euro Cup nel 2015, nella finale tutta napoletana contro l'Acquachiara.
Con la nazionale italiana ha vinto i mondiali under-18 del 2012 e la medaglia d'argento alle Universiadi 2015. Dal 2018 al 2020 ha dovuto interrompere la carriera agonistica, a causa di una pericardite.
Nel 2020 torna a giocare, firmando un contratto annuale con il Posillipo.
Dal 2024 indossa la calottina del Pescara.

## Palmarès
- LEN Euro Cup: 1

Posillipo: 2014-15